# Psilopleura senana
Psilopleura senana là một loài bướm đêm thuộc phân họ Arctiinae, họ Erebidae.